# Miranda Richardson
Miranda Jane Richardson (Southport, 3 marzo 1958) è un'attrice e doppiatrice britannica.
È stata candidata a due Oscar, a sei BAFTA (vincendone uno) e a sette Golden Globe (vincendone due).

## Biografia
Miranda Jane Richardson è nata a Southport, Lancashire, da Marian Georgina, una casalinga, e William Alan Richardson, un dirigente aziendale. Seconda figlia nella sua famiglia. Ha frequentato la Bristol Old Vic Theatre School, dove ha studiato al fianco di Daniel Day-Lewis, debuttando in ruoli minori di spettacoli come Cenerentola e Lord Arthur Savile's Crime. Prima di diventare un'attrice famosa nel cinema, ha avuto una importante carriera teatrale, compiendo il suo esordio scenico in Moving al Queen's Theatre. È apparsa in molti spettacoli nei teatri del West End di Londra.
Il suo debutto sul grande schermo è stato col ruolo di Ruth Ellis in Ballando con uno sconosciuto di Mike Newell, nel 1985. Seguirono poi ruoli da comprimaria per Steven Spielberg, Roberto Faenza, Neil Jordan e Louis Malle, che la scelse per Il danno, contrapposta a Juliette Binoche e Jeremy Irons, per il quale ricevette la prima candidatura agli Oscar come migliore attrice non protagonista e la prima di sette totali al Golden Globe. Nello stesso anno ritorna a collaborare con Newell per il film Un incantevole aprile, per il quale vince il Golden Globe come migliore attrice in una commedia. 
Nel 1993 è protagonista con Kate Bush di The Line, the Cross & the Curve, cortometraggio diretto dalla stessa cantautrice, che trae spunto dal suo album The Red Shoes. Nel 1994 riceve la seconda candidatura all'Oscar e la terza al Golden Globe, nel ruolo da protagonista in Tom & Viv - Nel bene, nel male, per sempre. Nello stesso anno vince il secondo Golden Globe per il film tv Delitto di stato, nella categoria di migliore attrice non protagonista in un film per la televisione. Prende parte alla saga di Harry Potter nel ruolo dell'odiosa giornalista Rita Skeeter, nei film Harry Potter e il calice di fuoco e Harry Potter e i Doni della Morte - Parte 1. 
In televisione nel 1998 interpreta il ruolo della strega Maab nella miniserie fantasy Merlino, con Sam Neill, per il quale riceve la candidatura al Golden Globe come migliore attrice in un film per la televisione. Nel 1999 è doppiatrice di Anna in Il re ed io e nel 2000 della malvagia signora Tweedy in Galline in fuga. Nel maggio 2009 la Richardson è ritornata su un palco di Londra dopo 10 anni, recitando nel dramma di Wallace Shawn Grasses of a Thousand Colours al Royal Court Theatre.

## Filmografia

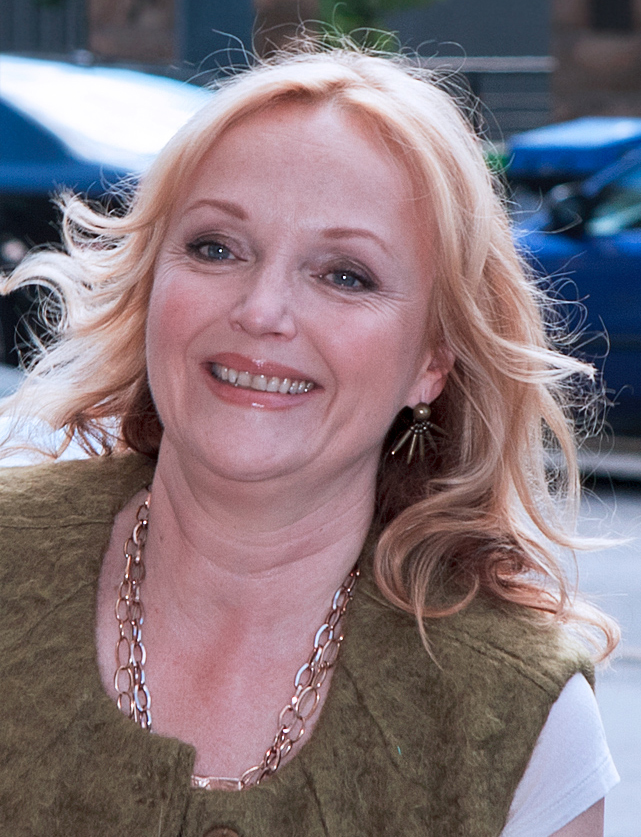
Miranda Richardson al Toronto International Film Festival 2010

### Attrice

#### Cinema
- Ballando con uno sconosciuto (Dance with a Stranger), regia di Mike Newell (1985)
- The Innocent, regia di John Mackenzie (1985)
- Underworld, regia di George Pavlou (1985)
- Mangia il ricco (Eat the Rich), regia di Peter Richardson (1987)
- L'impero del sole (Empire of the Sun), regia di Steven Spielberg (1987)
- La scimmia è impazzita (El sueño del mono loco), regia di Fernando Trueba (1989)
- Mio caro dottor Gräsler, regia di Roberto Faenza (1990)
- The Fool, regia di Christine Edzard (1990)
- Un incantevole aprile (Enchanted April), regia di Mike Newell (1992)
- La moglie del soldato (The Crying Game), regia di Neil Jordan (1992)
- Il danno (Damage), regia di Louis Malle (1992)
- Century, regia di Stephen Poliakoff (1993)
- Tom & Viv - Nel bene, nel male, per sempre (Tom & Viv), regia di Brian Gilbert (1994)
- La notte e il momento (The Night and the Moment), regia di Anna Maria Tatò (1995)
- Kansas City, regia di Robert Altman (1996)
- Swann, regia di Anna Benson Gyles (1996)
- Saint-Ex, regia di Anand Tucker (1996)
- Conflitti del cuore (The Evening Star), regia di Robert Harling (1996)
- The Designated Mourner, regia di David Hare (1997)
- L'apostolo (The Apostle), regia di Robert Duvall (1997)
- Tutto per amore (St. Ives), regia di Harry Hook (1998)
- Sporco segreto (The Big Brass Ring), regia di George Hickenlooper (1999)
- Jacob Two Two Meets the Hooded Fang, regia di George Bloomfield (1999)
- Il mistero di Sleepy Hollow (Sleepy Hollow), regia di Tim Burton (1999)
- La vendetta di Carter (Get Carter), regia di Stephen Kay (2000)
- Spider, regia di David Cronenberg (2002)
- The Hours, regia di Stephen Daldry (2002)
- Actors, regia di Conor McPherson (2003)
- The Rage in Placid Lake, regia di Tony McNamara (2003)
- Angeli caduti (Falling Angels), regia di Scott Smith (2003)
- Un principe tutto mio (The Prince & Me), regia di Martha Coolidge (2004)
- Chronicles of War (Churchill: The Hollywood Years), regia di Peter Richardson (2004)
- Il fantasma dell'opera (The Phantom of the Opera), regia di Joel Schumacher (2004)
- Wah-Wah, regia di Richard E. Grant (2005)
- Harry Potter e il calice di fuoco (Harry Potter and the Goblet of Fire), regia di Mike Newell (2005)
- Paris, je t'aime, regia di Isabel Coixet (2006)
- Southland Tales - Così finisce il mondo (Southland Tales), regia di Richard Kelly (2006)
- Provoked: A True Story, regia di Jag Mundhra (2006)
- Puffball - L'occhio del diavolo (Puffball), regia di Nicolas Roeg (2007)
- Fred Claus - Un fratello sotto l'albero (Fred Claus), regia di David Dobkin (2007)
- Spinning Into Butter, regia di Mark Brokaw (2008)
- The Young Victoria, regia di Jean-Marc Vallée (2009)
- We Want Sex (Made in Dagenham), regia di Nigel Cole (2010)
- Harry Potter e i Doni della Morte - Parte 1 (Harry Potter and the Deathly Hallows: Part 1), regia di David Yates (2010)
- La ragazza del dipinto (Belle), regia di Amma Asante (2013)
- Testament of Youth, regia di James Kent (2014)
- Stronger - Io sono più forte (Stronger), regia di David Gordon Green (2017)
- Churchill, regia di Jonathan Teplitzky (2017)

#### Televisione
- Agony – serie TV, episodio 3x01 (1981)
- The New Adventures of Lucky Jim – serie TV, episodio 1x07 (1982)
- Crown Court – serie TV, episodio 12x34 (1983)
- Sorrell and Son, regia di Derek Bennett – miniserie TV (1984)
- A Woman of Substance, regia di Don Sharp – miniserie TV (1985)
- Blackadder II – serie TV, 6 episodi (1986)
- Shades of Darkness – serie TV, episodio 2x01 (1986)
- Unnatural Causes – serie TV, episodio 1x03 (1986)
- Black Adder the Third – serie TV, episodio 1x05 (1987)
- The Death of a Heart, regia di Peter Hammond – film TV (1987)
- Blackadder's Christmas Carol, regia di Richard Boden – film TV (1988)
- The Storyteller – serie TV, episodio 1x06 (1988)
- Ball-Trap on the Cote Sauvage, regia di Jack Gold – film TV (1989)
- Blackadder Goes Forth – serie TV, episodio 1x05 (1989)
- Alas Smith & Jones – serie TV, episodi 5x04-5x05-5x06 (1989)
- The Jim Henson Hour – serie TV, episodio 1x12 (1990)
- The Comic Strip Presents... – serie TV, 4 episodi (1990-1993)
- Die Kinder – serie TV, 6 episodi (1990)
- Mr. Wakefield's Crusade, regia di Angela Pope – film TV (1992)
- True Adventures of Christopher Columbus – serie TV (1992)
- Delitto di stato, regia di Christopher Menaul – film TV (1994)
- Absolutely Fabulous – serie TV, episodi 2x04-5x09 (1994-2004)
- A Dance to the Music of Time, regia di Christopher Morahan e Alvin Rakoff – miniserie TV (1997)
- The Scold's Bridle, regia di David Thacker – film TV (1998)
- Merlino, regia di Steve Barron – miniserie TV (1998)
- Ted & Ralph, regia di Christine Gernon – film TV (1998)
- Alice nel paese delle meraviglie, regia di Nick Willing – film TV (1999)
- La vera storia di Biancaneve, regia di Caroline Thompson – film TV (2001)
- The Lost Prince, regia di Stephen Poliakoff – film TV (2003)
- The Adventures of Bottle Top Bill – serie TV, episodio 1x01 (2005)
- Gideon's Daughter, regia di Stephen Poliakoff – film TV (2005)
- Merlino e l'apprendista stregone, regia di David Wu – film TV (2006)
- The Life and Times of Vivienne Vyle – serie TV, 6 episodi (2007)
- Rubicon – serie TV, 13 episodi (2010)
- Dead Boss – serie TV, episodio 1x06 (2012)
- Parade's End, regia di Susanna White – miniserie TV (2012)
- Mondo senza fine (World Without End) – miniserie TV (2012)
- Dieci piccoli indiani (And Then There Were None) – miniserie TV (2015)
- Girlfriends – serie TV, 6 episodi (2018)
- Good Omens – miniserie TV (2019)
- The Race - Corsa mortale (Curfew) – serie TV, 7 episodi (2019)
- Fate: The Winx Saga – serie TV (2022)

#### Cortometraggi
- Broken Skin, regia di Anna Campion (1991)
- The Line, the Cross & the Curve, regia di Kate Bush (1993)
- Blackadder Back & Forth, regia di Paul Weiland (1999)
- The Magic of Vincent, regia di Charlie Palmer (2000)
- Starry Night, regia di Ben Miller (2005)

### Doppiatrice
- Il re ed io (The King and I), regia di Richard Rich (1999)
- C'era una volta Gesù (The Miracle Maker), regia di Derek W. Hayes e Stanislav Sokolov (2000)
- Galline in fuga (Chicken Run), regia di Peter Lord e Nick Park (2000)
- Una magica notte d'estate (El sueño de una noche de San Juan), regia di Ángel de la Cruz e Manolo Gómez (2005)
- Kis Vuk, regia di György Gát e János Uzsák (2008)
- The House, regia di Emma de Swaef, Marc James Roels, Niki Lindroth von Bahr e Paloma Baeza (2022)
- Galline in fuga - L'alba dei nugget (Chicken Run: Dawn of the Nugget), regia di Sam Fell (2023)

## Teatro
- Otello di William Shakespeare. Bristol Old Vic di Bristol (1978)
- Camino Real di Tennessee Williams. Bristol Old Vic di Bristol (1978)
- Chi ha paura di Virginia Woolf? di Edward Albee. Bristol Old Vic di Bristol (1982)
- Le serve di Jean Genet. New Theatre di Bristol (1987)
- The Changeling di Thomas Middleton. National Theatre di Londra (1988)
- Orlando da Virginia Woolf. Edinburgh Fringe di Edimburgo (1996)
- Grasses of a thousand colours di Wallace Shawn. Royal Court Theatre di Londra (2009)

## Riconoscimenti
- Premio Oscar
  - 1993 – Candidatura alla miglior attrice non protagonista per Il danno
  - 1994 – Candidatura alla miglior attrice per Tom & Viv - Nel bene, nel male, per sempre

## Doppiatrici italiane
Nelle versioni in italiano dei suoi film, Miranda Richardson è stata doppiata da:
- Alessandra Korompay in Harry Potter e il calice di fuoco, Fred Claus - Un fratello sotto l'albero, The Young Victoria, Stronger - Io sono più forte, The Race - Corsa mortale
- Susanna Javicoli in L'impero del sole, Un incantevole aprile, La notte e il momento, Kansas City, Giochi sporchi
- Roberta Greganti in La vera storia di Biancaneve, We Want Sex, La ragazza del dipinto, Dieci piccoli indiani
- Vittoria Febbi ne Merlino, Alice nel Paese delle Meraviglie, La vendetta di Carter
- Angiola Baggi in Ballando con uno sconosciuto, Mondo senza fine
- Anna Cesareni ne Il danno, Good Omens
- Melina Martello ne Il mistero di Sleepy Hollow, The Hours
- Cinzia De Carolis in Actors, Testament of Youth
- Lucia Valenti in Angeli caduti, Puffball - L'occhio del diavolo
- Barbara Castracane ne Il fantasma dell'Opera, Rubicon
- Paila Pavese in Mio caro dottor Gräsler
- Laura Mercatali ne La moglie del soldato
- Elettra Bisetti in Tom & Viv - Nel bene, nel male, per sempre
- Monica Gravina in Delitto di stato
- Ada Maria Serra Zanetti in Conflitti del cuore
- Orsetta De Rossi in Spider
- Serena Verdirosi in Un principe tutto mio
- Rita Baldini in Southland Tales - Così finisce il mondo
- Cristina Giolitti in Merlino e l'apprendista stregone
- Daniela Trapelli in Churchill
- Paola Della Pasqua in iBoy
- Stefanella Marrama in Fate: The Winx Saga

Da doppiatrice è sostituita da:
- Isabella Pasanisi ne Il re ed io
- Cinzia Villari in The Miracle Maker
- Melina Martello in Galline in fuga
- Graziella Polesinanti in The House
- Margherita Sestito in L'elefante del mago
- Alessandra Korompay in Galline in fuga - L'alba dei nugget